# 井出正易
井出 正易（いで まさやす）は、江戸時代前期から中期の武士 。

## 出自
井出正易は、大宮代官であった井出正勝の二男である。また母方の祖母は大宮城主であった富士信忠の娘であるため、富士信忠は正易の曽祖父にあたる。
正易は井出家（正易系）を興しており、血筋としては（ – 正直 – 正俊 – 正信 – 正勝 - 正易）である。

## 略歴
『寛政重修諸家譜』（以下『寛政譜』）によると、以下のようにある。
慶安4年（1651年）9月、徳川綱吉附属となり小十人に列する。のち小十人組頭を経て腰物奉行となる。
延宝8年（1680年）に江戸幕府将軍を綱吉が継ぐこととなり江戸城本丸に入ると、正易はこれに供奉する。それに伴い廩米200俵を賜り、三丸広敷番頭となる。天和3年（1683年）9月に享年49で死去。
正易は天和2年（1682年）11月に江戸神田橋門内に屋敷を拝領しており、坪数は300であった。家督は子の政武が継いだ。